# Marie-Alphonsine Danil Ghattas
Pour les articles homonymes, voir Danil et Ghattas.
Sultanah Maria Danil Ghattas, en religion sœur Marie-Alphonsine, née à Jérusalem le 4 octobre 1843 et morte dans cette même ville le 25 mars 1927, était une religieuse palestinienne, qui fonda la congrégation des Sœurs du Saint Rosaire de Jérusalem des Latins, à la suite d'apparitions de la Vierge Marie, et qui sont destinées au catéchisme et aux œuvres de charité. Elle mena une existence discrète et dévouée, ne s'attribuant pas le titre de fondatrice. Elle est vénérée comme sainte par l'Église catholique.
Elle est fêtée le 25 mars.

## Biographie

### Jeunesse et début de vie religieuse
Sultanah Maria Ghattas, de son nom civil, est née à Jérusalem le 4 octobre 1843. Elle est issue d'une famille palestinienne catholique, de rite latin. Ses parents lui transmettent une forte éducation religieuse, et dès son plus jeune âge, Sultanah manifeste son goût pour la prière. Malgré l'opposition de son père, c'est à l'âge de 14 ans qu'elle intègre la congrégation des Sœurs de Saint Joseph de l'Apparition. Elle fait sa profession religieuse dans la basilique du Saint-Sépulcre, dans la chapelle surplombant le Golgotha. Elle prend alors le nom de sœur Marie-Alphonsine. 
Envoyée à Bethléem afin de faire le catéchisme aux enfants, elle acquiert rapidement leur sympathie, fait preuve d'un grand dévouement envers tous et crée de nombreuses confréries et associations pour diffuser la dévotion à la Vierge Marie. Bien que très active dans ses apostolats, sœur Marie-Alphonsine est discrète et humble. Son directeur spirituel, le Père Joseph Tannous, perçoit la richesse de sa vie intérieure et lui demande, à partir de 1879, de tenir un journal spirituel. On n'en connut l'existence qu'à sa mort. 

### Fondation d'une nouvelle congrégation
La Vierge Marie serait apparue pour la première fois à sœur Marie-Alphonsine le 6 janvier 1874, alors qu'elle récite son chapelet. Le 31 mai de cette même année l'événement se serait répété. L'année suivante, les apparitions seraient devenues plus fréquentes, et à chacune d'elles, sœur Marie-Alphonsine dit avoir ressentit l'inspiration intérieure que la Vierge voulait une congrégation de Sœurs qui lui soient particulièrement consacrées. Sœur Marie-Alphonsine se rend alors auprès du patriarche latin de Jérusalem, et celui-ci accueille chaleureusement sa démarche, en la confiant à don Antonio Belloni, un missionnaire italien, qui a récemment fondé un institut pour les orphelins. 
Le 7 octobre 1877, sœur Marie-Alphonsine aurait vu plus clairement, au cours d'une vision, la congrégation voulue par la Vierge Marie. Toutefois la fondation d'une congrégation n'est pas sans difficultés. Sœur Marie-Alphonsine doit notamment quitter les Sœurs de St Joseph de l'Apparition, institut dans lequel elle est depuis 20 ans et par lequel elle a mené des apostolats fructueux. Son directeur spirituel, le Père Tannous, est convaincu de l'authenticité de ses visions et décide de l'aider. Cinq jeunes filles ont déjà rejoint sœur Marie-Alphonsine, et le Père Tannous leur trouve un petit local en 1880. Les débuts de la petite communauté sont marquées par la pauvreté et l'inconfort, mais le patriarche de Jérusalem leur apporte son soutien. Celui-ci admet les 9 premières compagnes de sœur Marie-Alphonsine à faire leurs vœux de religieuses, le 7 mars 1884. C'est la naissance des Sœurs du Saint Rosaire de Jérusalem des Latins. 
Comme les autres, sœur Marie-Alphonsine a fait le noviciat, bien que religieuse depuis plus de 20 ans. De son vivant, seulement le Père Tannous fut considéré comme le fondateur et c'est lui qui remplit la charge de supérieur des Sœurs du Saint Rosaire. Avant la mort de sœur Marie-Alphonsine, personne, à part le patriarche de Jérusalem et le Père Tannous, ne surent que sœur Marie-Alphonsine aurait eu des apparitions et qu'elles furent à l'origine de la congrégation. Sœur Marie-Alphonsine n'en tire aucune gloire et ne le divulgua jamais. Elle ne revendique jamais la fondation de la congrégation et n'occupa aucune responsabilité sur son œuvre. Elle se voyait comme le simple instrument de Dieu.

### Une religieuse comme les autres

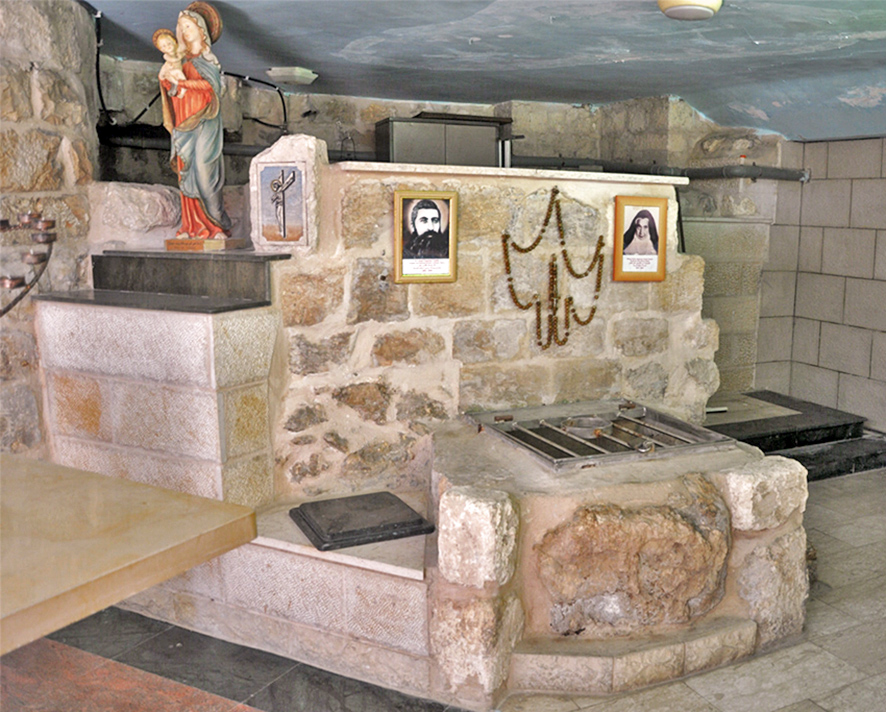
Puits à Jaffa où eut lieu le miracle du chapelet.

En 1885, le patriarche envoie sœur Marie-Alphonsine à Jaffa, près de Nazareth, où elle s'occupe du catéchisme et de l'éducation des enfants, des œuvres de charité et aide les prêtres dans leur ministère. C'est dans l'école tenue par les Sœurs du Saint Rosaire qu'un jour une jeune fille tomba dans un puits, et sœur Marie-Alphonsine la sauva en lui jetant son chapelet. En 1887, sœur Marie-Alphonsine fonde l'école de Beit Sahour et l'année suivante, elle est envoyée à Salt, en Transjorsanie. Après un passage à Naplouse, elle revient à Jérusalem, pour causes de santé. Rétablie, elle fonde un couvent à Bethléem puis un orphelinat à Ain Karem. 
Sœur Marie-Alphonsine ne s'approprie aucun succès. Elle écrit dans son journal : « Je suis assoiffée de supporter les épreuves. Je trouve délicieux tout ce qui est amer et pénible. La solitude est le paradis de mon cœur et l’obéissance est le ciel de mon esprit. Je trouve les ordres des supérieurs faciles à suivre ». Le 25 mars 1927, fête de l'Annonciation, sœur Marie-Alphonsine meurt, à l'heure qu'elle avait prédite.

## Béatification et canonisation

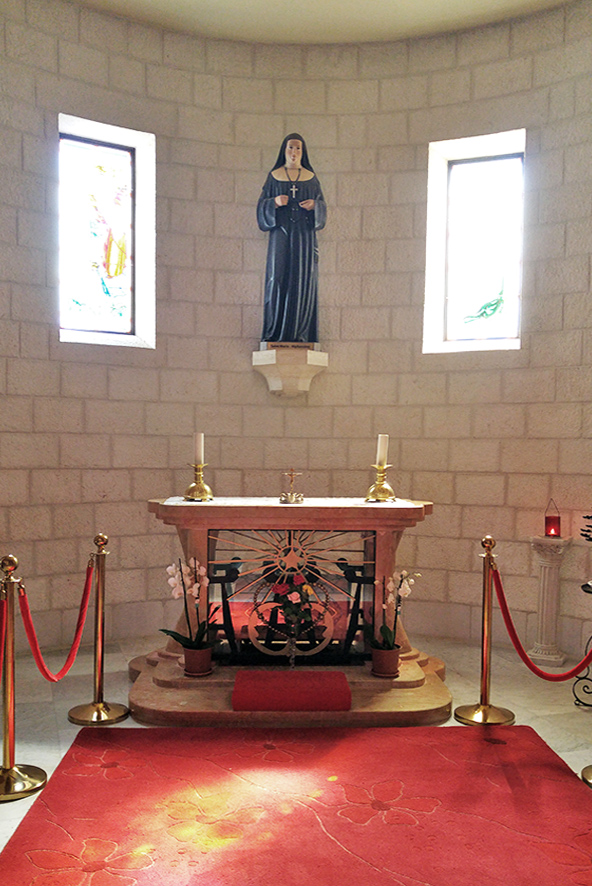
Tombe de Ste Marie Alphonsine dans le couvent des Sœurs du Rosaire à Jérusalem.

### Béatification
La cause pour la béatification et la canonisation de sœur Marie-Alphonsine débute en 1986, à Jérusalem. L'enquête diocésaine récoltant les témoignages sur sa vie se clôture le 7 juillet 1989, puis envoyée à Rome pour y être étudiée par la Congrégation pour les causes des saints. Après le rapport positif des différentes commissions sur la sainteté de sœur Marie-Alphonsine, le pape Jean-Paul II procède, le 15 décembre 1994, à la reconnaissance de ses vertus héroïques, lui attribuant ainsi le titre de vénérable.  
En parallèle de la cause pour sa béatification fut menée, à partir de 2004, une enquête médicale sur le cas d'une guérison qui aurait été obtenue par l'intercession de sœur Marie-Alphonsine. Compte tenu des rapports en faveur d'une guérison dite miraculeuse, le 3 juillet 2009, Benoît XVI signe le décret permettant la béatification de sœur Marie-Alphonsine. Celle-ci est proclamée bienheureuse au cours d'une messe célébrée dans la basilique de l'Annonciation à Nazareth, le 22 novembre 2009, par le cardinal Angelo Amato.

### Canonisation
En 2013 débute une nouvelle enquête sur un second miracle attribué l'intercession de sœur Marie-Alphonsine, indispensable pour sa canonisation. À la suite des rapports des commissions médicales et théologiques, le 6 décembre 2014, le pape François reconnaît comme authentique cette guérison dite miraculeuse, et signe le décret de sa canonisation. 
Sœur Marie-Alphonsine est proclamée sainte au cours d'une messe célébrée par le pape sur la place Saint-Pierre à Rome, le 17 mai 2015, en présence de 200 000 personnes et du président Mahmoud Abbas. À l'occasion, Mariam Baouardy, une autre palestinienne, est canonisée. Elle est commémorée le 25 mars selon le Martyrologe romain.

## Source
- Sainte Marie-Alphonsine Danil Ghaţţas, religieuse et cofondatrice de la Congrégation ‘Sœurs du Saint-Rosaire’